# Різанина у Вочині
Різанина у Вочині — перший належно задокументований  воєнний злочин протягом війни Хорватії за незалежність 1991—1995 рр., скоєний 12 і 13 грудня 1991 року проти мирних жителів хорватського села Вочин бойовиками сербського воєнізованого угруповання «Білі орли», очолюваного ультранаціоналістом Воїславом Шешелем . Остаточно встановлена кількість жертв різанини сягає 47 осіб . Різанина залишається найповніше задокументованим злодіянням часів Хорватської війни, оскільки іноземні медичні фахівці прибули на місце злочину, як тільки село було визволено хорватськими військами, що дало змогу вчасно провести судово-медичну експертизу. У висновку криміналістів, оприлюдненому 19 грудня в Загребі, повідомляється про 43 трупи: 15 жіночих, з яких 12 було в віці від 57 до 76 років, і решта чоловічі, з яких 11 віком від 60 до 84 років. Більшість жертв було вбито з вогнепальної зброї, семеро спалено, причому дехто живцем, а одна жертва мала рубані рани від сокири. Інше джерело стверджує, що багато жертв було вбито бензопилками, ножами, сокирами тощо.

## Передісторія
Вступ Югославської Народної Армії в цю місцевість у середині 1991 р. сигналізував про початок великосербського наступу на неконтрольовані сербами території (тобто, з хорватською більшістю). Так уранці 19 серпня після сильного артобстрілу було захоплено село Вочин. Згодом місцеві жителі розповідали журналістам, що відносини з сербами в цьому краї були хороші, і що перші три місяці після самочинного захоплення сербами влади в Вочині вони суттєво не мінялись. Але ситуація різко погіршилася, коли туди прибули "Білі орли" Шешеля, які почали тероризувати хорватів і зганяти їх на примусову працю. В листопаді 1991 р. засновник і ватажок «Білих орлів» Воїслав Шешель відвідав Вочин, підбурюючи війська палити будинки та вбивати цивільних осіб у селах Вочин, Хум, Бокане і Крашкович.

## Перебіг злочину
Відступаючи, в ніч на 13 грудня 1991 року сербські бойовики ходили від хати до хати, знищуючи вціліле хорватське населення, підпалювали хорватські оселі та висадили в повітря старовинну католицьку церкву Пресвятої діви Марії, куди попередньо склали частину тіл убитих ними сільчан. Знищенню церкви вибухівкою посприяла і та обставина, що її підвал було заповнено боєприпасами майже всіх найменувань, адже храм використовувався сербськими окупантами як головний склад зброї.  Незважаючи на сильні руйнування, там було знайдено в кінцевому підсумку понад 50 тіл. Велика кількість інших, у тому числі дітей, зникли безвісти. 
З 80 осіб, які перебували в селі під час різанини, вижило, ховаючись по підвалах та кукурудзяних полях, близько 20.  За свідченнями вцілілих очевидців, окупаційний режим в селі насаджував воєнізований підрозділ «Білі орли», члени якого називали себе «четники» і поводилися з мешканцями «як з рабами». 
Було допитано декількох сербів, які не встигли вчасно відступити і потрапили в полон. Крім надання подробиць про скоєну бійню, сербські солдати зізналися, що вони члени сумновідомого формування "Білі орли" Воїслава Шешеля і що вони діяли за прямими розпорядженнями з Белграда. 
Слід зазначити, що одним з убитих був 77-річний серб, який за даними розтину помер від кровотеч. Місцевий священик заявив, що той загинув при спробі захистити своїх хорватських сусідів. За намагання втрутитися на прохання його хорватських односельців і зупинити різню його було замордовано до смерті. Одна з потерпілих, 72-річна Марія Майданджич, була американською громадянкою, що народилася в м. Ері (штат Пенсільванія). ЇЇ підпалений будинок, що згорів дощенту, став для неї пасткою. Це, ймовірно, була перша американська втрата в ході воєнного конфлікту в Югославії.

## Судові наслідки
Документальні підтвердження різанини було долучено до обвинувальних висновків МТКЮ у справі колишнього президента Сербії Слободана Мілошевича  та вождя новітніх четників Воїслава Шешеля .